# Servië op het Eurovisiesongfestival
Servië doet als onafhankelijk land sinds 2007 mee aan het Eurovisiesongfestival.

## Geschiedenis
Servië begon zijn loopbaan op het Eurovisiesongfestival in feite al als onderdeel van de republiek Joegoslavië, dat tussen 1961 en 1992 27 keer aan het songfestival deelnam. Na het uiteenvallen van Joegoslavië was Servië in 2004 en 2005 op het songfestival aanwezig als onderdeel van de confederatie Servië en Montenegro. 
(Zie ook: Joegoslavië op het Eurovisiesongfestival en Servië en Montenegro op het Eurovisiesongfestival).  

### 2007 – 2012

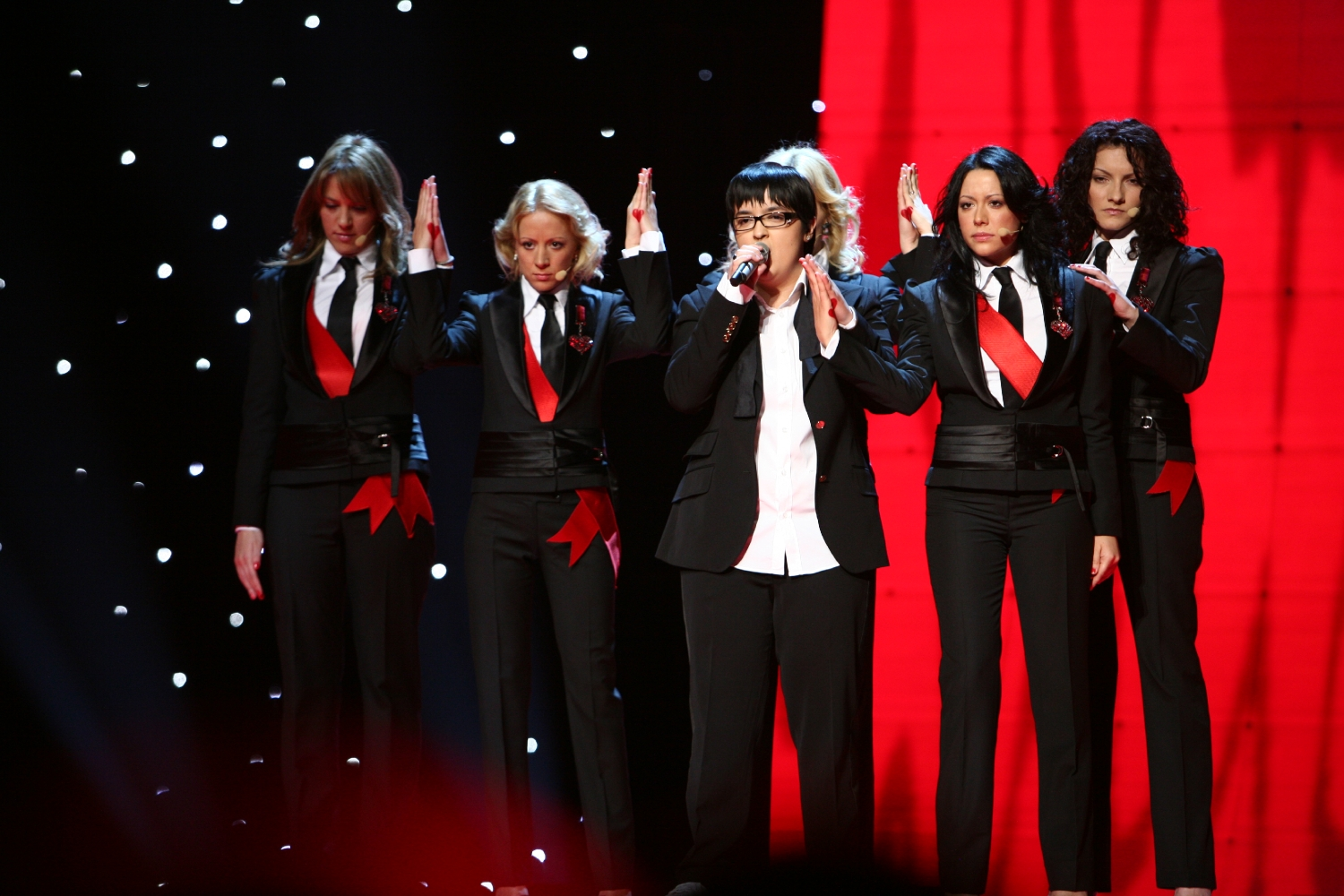
Marija Šerifović zorgde in 2007 voor de eerste en tot nog toe enige Servische songfestivaloverwinning met Molitva

Na de afscheiding van Montenegro trad Servië op het songfestival van 2007 voor het eerst aan als onafhankelijk land. Het liet zich in Helsinki vertegenwoordigen door het meeslepende lied Molitva van zangeres Marija Šerifović, en bereikte hiermee direct een groot succes: Šerifović wist zowel de halve finale als de finale glansrijk te winnen. Servië werd daarmee pas het tweede land in de geschiedenis van het songfestival dat bij de eerste deelname meteen een overwinning wist te behalen. 
Vanwege de overwinning mocht Servië in 2008 het Eurovisiesongfestival organiseren. De Belgrado Arena in de hoofdstad Belgrado werd aangeduid als gastplaats. Marija Šerifović trad op als openingsact, Goran Bregović verzorgde de intervalact. De presentatie was in handen van Jovana Janković en Željko Joksimović. Joksimović had een opvallende dubbelrol, aangezien hij naast presentator ook componist was van de Servische inzending, Oro van Jelena Tomašević. Tomašević kon er het Servische succes van een jaar eerder niet mee evenaren, maar was met een zesde plaats toch succesvol. 
In 2009 viel Servië in de halve finale voor het eerst buiten de boot. Het komisch bedoelde lied Cipela eindigde daarin op de tiende plaats, waar slechts de beste negen automatisch doorgingen naar de finale. Over de tiende finaleplek werd door een jury beslist, en die gaf daarbij niet de voorkeur aan Servië maar aan Kroatië.
Tussen 2010 en 2012 slaagde Servië erin zich drie maal op rij te kwalificeren voor de finale. Op het songfestival van 2010 in Oslo eindigde Milan Stanković in de finale op de 13de plaats met zijn lied Ovo je Balkan. Een jaar later deed zangeres Nina Radojčić het vrijwel even goed met het behalen van een 14de plaats. In 2012 stuurde Servië Željko Joksimović naar Bakoe. Met het nummer Nije ljubav stvar bereikte hij de derde plek. 

### 2013 –2019
Voor de tweede maal in de geschiedenis bereikte Servië in 2013 de finale niet. Het meidentrio Moje 3 behaalde met het lied Ljubav je svuda een 11de plaats in hun halve finale, en kwamen 6 punten te kort om kwalificatie voor de finale af te dwingen. 
In 2014 trok Servië zich terug wat betreft deelname aan het Eurovisiesongfestival. Financiële redenen waren de oorzaak van deze beslissing. In 2015 keerde het land terug met zangeres Bojana Stamenov. Het was voor het eerst dat Servië aantrad met een Engelstalig lied. Stamenov behaalde de 10de plaats in de finale en kreeg 53 punten. In 2016 zong Sanja Vučić het eveneens volledig Engelstalige lied Goodbye (shelter). Het stootte in de halve finale als tiende net door naar de finale, waarin het 18de werd met 115 punten. In 2017 werd Tijana Bogićević met haar nummer In too deep in de halve finale uitgeschakeld.
In 2018 en 2019 trad Servië weer aan met liedjes in de eigen landstaal. Beide inzendingen haalden de finale, maar kwamen daar terecht in de middenmoot. De inzending van 2018, Nova deca van Sanja Ilić & Balkanika, had het negatieve geboortecijfer in Servië als thema. Sanja Ilić had al ervaring met het Eurovisiesongfestival als componist van de Joegoslavische inzending van 1982. Nova deca eindigde op de 19de plaats met 113 punten. In 2019 koos men voor Nevena Božović, die zes jaar eerder al eens op het Eurovisiepodium stond als lid van Moje 3 en Servië ook al eens had vertegenwoordigd op het Junior Eurovisiesongfestival 2007. Haar ballad Kruna werd 18de met 89 punten.

### 2020 en verder
In 2020 werd meidengroep Hurricane geselecteerd om Servië op het Eurovisiesongfestival te vertegenwoordigen met het lied Hasta la vista. Vanwege de coronapandemie ging de editie van dat jaar echter niet door, waarna de Servische omroep besloot om Hurricane in 2021 een tweede kans te gunnen. De inzending voor dat jaar werd Loco loco, dat op het songfestival in Rotterdam op de 15de plaats terechtkwam.
De Servische inzending van 2022 werd verzorgd door zangeres Konstrakta, die opzien baarde met het eigenzinnige In corpore sano. In haar nummer behandelde zij op ironische wijze thema's als schoonheidsnormen, geestelijke gezondheid en de Servische gezondheidszorg. Op het podium in Turijn waste de zangeres, gekleed in een wit uniform, haar handen in een wasbak terwijl ze omringd werd door vijf priesters. Servië kwalificeerde zich hiermee ruimschoots voor de finale en behaalde daar de vijfde plaats met 312 punten. Het was de eerste Servische inzending in tien jaar die zo hoog eindigde.

## Selectiemethode
Tussen 2007 en 2009 werd de Servische inzending geselecteerd via de nationale voorronde Beovizija, dat tussen 2003 en 2006 ook al gefungeerd had als de Servische voorronde van Evropesma. In 2010 werd Beovizija stopgezet en vervangen door een nieuw format, waarbij Goran Bregović drie nummers schreef en het publiek een keuze maakte. In de jaren hierna werd geëxperimenteerd met verschillende selectiemethodes; soms was dit een uitgebreide show met een groot aantal deelnemers (tussen 2018 en 2020 bijvoorbeeld opnieuw als Beovizija), maar vier keer (in 2012, 2016, 2017 en 2021) koos omroep RTS voor een volledig interne keuze. De interne keuze voor de groep Hurricane in 2021 werd gemaakt om hen een tweede kans te geven, nadat de groep eerder was geselecteerd voor het later geannuleerde Eurovisiesongfestival 2020.

## Servische deelnames
| Jaar | Artiest                           | Titel             | Fin. | Ptn. | Semi | Ptn. | Taal               |
| ---- | --------------------------------- | ----------------- | ---- | ---- | ---- | ---- | ------------------ |
| 2007 | Marija Šerifović                  | Molitva           | 1    | 268  | 1    | 298  | Servisch           |
| 2008 | Jelena Tomašević feat. Bora Dugić | Oro               | 6    | 160  | X    | X    | Servisch           |
| 2009 | Marko Kon & Milaan                | Cipela            | X    | X    | 10   | 60   | Servisch           |
| 2010 | Milan Stanković                   | Ovo je Balkan     | 13   | 72   | 5    | 79   | Servisch           |
| 2011 | Nina Radojčić                     | Čaroban           | 14   | 85   | 8    | 67   | Servisch           |
| 2012 | Željko Joksimović                 | Nije ljubav stvar | 3    | 214  | 2    | 159  | Servisch           |
| 2013 | Moje 3                            | Ljubav je svuda   | X    | X    | 11   | 46   | Servisch           |
| 2015 | Bojana Stamenov                   | Beauty never lies | 10   | 53   | 9    | 63   | Engels             |
| 2016 | Sanja Vučić                       | Goodbye (shelter) | 18   | 115  | 10   | 105  | Engels             |
| 2017 | Tijana Bogićević                  | In too deep       | X    | X    | 11   | 98   | Engels             |
| 2018 | Sanja Ilić & Balkanika            | Nova deca         | 19   | 113  | 9    | 117  | Servisch           |
| 2019 | Nevena Božović                    | Kruna             | 18   | 89   | 7    | 156  | Servisch           |
| 2021 | Hurricane                         | Loco loco         | 15   | 102  | 8    | 124  | Servisch           |
| 2022 | Konstrakta                        | In corpore sano   | 5    | 312  | 3    | 237  | Servisch en Latijn |
| 2023 | Luke Black                        | Samo mi se spava  | 24   | 30   | 10   | 37   | Servisch en Engels |
| 2024 | Teya Dora                         | Ramonda           | 17   | 54   | 10   | 47   | Servisch           |
| 2025 | Princ                             | Mila              | X    | X    | 14   | 28   | Servisch           |

| Kleur | Betekenis      |
| ----- | -------------- |
|       | Eerste plaats  |
|       | Tweede plaats  |
|       | Derde plaats   |
|       | Laatste plaats |
|       | Gastland       |

## Punten
Periode 2007-2025. Punten uit halve finales zijn in deze tabellen niet meegerekend.
| Plaats | Land      | Punten |
| ------ | --------- | ------ |
| 1      | Italië    | 96     |
| 2      | Zweden    | 84     |
| 3      | Rusland   | 73     |
| 4      | Oekraïne  | 71     |
| 5      | Frankrijk | 69     |

| Plaats | Land            | Punten |
| ------ | --------------- | ------ |
| 1      | Kroatië         | 157    |
| 2      | Noord-Macedonië | 150    |
| 3      | Slovenië        | 144    |
| 4      | Montenegro      | 138    |
| 5      | Zwitserland     | 116    |

### Twaalf punten gegeven aan Servië
| Aantal | Land                  | Wanneer                                                              |
| ------ | --------------------- | -------------------------------------------------------------------- |
| 11     | Montenegro            | 2007, 2008, 2012, 2015, 2016 (t), 2018 (j+t), 2019 (j+t), 2022 (j+t) |
| 8      | Kroatië               | 2007, 2012, 2016 (t), 2018 (t), 2021 (t), 2022 (j+t), 2024 (t)       |
| 7      | Slovenië              | 2007, 2008, 2012, 2016 (t), 2018 (t), 2021(t), 2022 (t)              |
| 6      | Zwitserland           | 2007, 2008, 2016 (t), 2018 (t), 2021 (t), 2022 (t)                   |
| 5      | Noord-Macedonië       | 2007, 2016 (t), 2021 (j+t), 2022 (t)                                 |
| 4      | Bosnië en Herzegovina | 2007, 2008, 2010, 2016 (t)                                           |
| 2      | Oostenrijk            | 2007, 2021 (t)                                                       |
| 1      | Bulgarije             | 2012                                                                 |
| 1      | Finland               | 2007                                                                 |
| 1      | Hongarije             | 2007                                                                 |

(j) = vakjury; (t) = televoting

### Twaalf punten gegeven door Servië
(Vetgedrukte landen waren ook de winnaar van dat jaar.)
| Jaar | Land                  | Jaar | Land                       | Jaar | Land                          |
| ---- | --------------------- | ---- | -------------------------- | ---- | ----------------------------- |
| 2007 | Hongarije             | 2013 | Denemarken                 | 2019 | Noord-Macedonië (j+t)         |
| 2008 | Bosnië en Herzegovina | 2014 | Geen deelname              | 2021 | Frankrijk (j) Italië (t)      |
| 2009 | Bosnië en Herzegovina | 2015 | Montenegro                 | 2022 | Azerbeidzjan (j) Moldavië (t) |
| 2010 | Bosnië en Herzegovina | 2016 | Oekraïne (j) Rusland (t)   | 2023 | Slovenië (j) Finland (t)      |
| 2011 | Bosnië en Herzegovina | 2017 | Portugal (j) Hongarije (t) | 2024 | Kroatië (j+t)                 |
| 2012 | Noord-Macedonië       | 2018 | Zweden (j) Hongarije (t)   | 2025 | Frankrijk (j) Estland (t)     |

(j) = vakjury; (t) = televoting
2007 · 2008 · 2009 · 2010 · 2011 · 2012 · 2013 · 2014 · 2015 · 2016 · 2017 · 2018 · 2019 · 2020 · 2021 · 2022 · 2023 · 2024 · 2025